# CZ Scorpion Evo 3

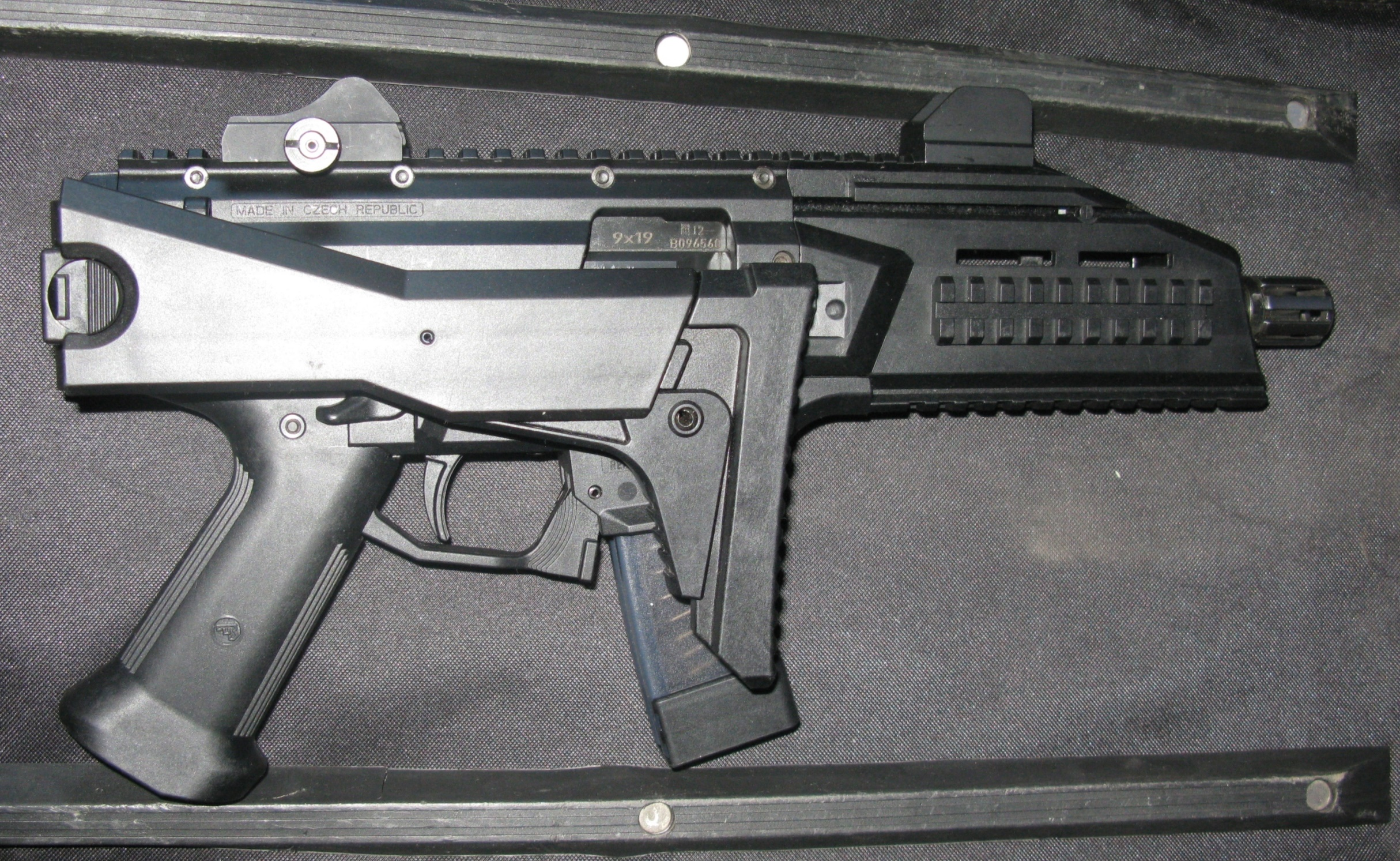
CZ EVO 3 S1 con calcio ripiegato

Il CZ Scorpion EVO 3 è una mitra automatico camerato in 9x19mm Parabellum prodotta dalla Česká zbrojovka Uherský Brod, ne esistono due varianti: la A1 capace di fuoco automatico per il mercato militare e la S1 dotata solo della modalità semi-automatica per il mercato civile.

## Descrizione
La designazione EVO 3 nel nome denota che l'arma da fuoco è una terza generazione della linea CZ di piccoli pistole mitragliatrici avviata dal Škorpion vz. 61.
Nonostante il nome, è meccanicamente e strutturalmente diverso dalla Škorpion vz. 61.
La Scorpion Evo 3 è l'evoluzione di un mitra prototipo slovacco chiamato Laugo. La Scorpion EVO 3 è leggera e compatta progettata per essere facilmente manovrata in spazi ristretti. Funziona con un meccanismo a massa battente dove utilizza il peso dell'otturatore per ritardare l'apertura della culatta, a differenza della Vz 61 non possiede un sistema di riduzione del rateo di fuoco. L'arma blocca l'otturatore in posizione aperta dopo che è stato sparato l'ultimo colpo, la relativa leva di rilascio è situata solo sul lato sinistro. Come altre armi moderne fa largo uso di polimeri rinforzati per contenere il peso, sul castello sono presenti quattro attacchi (due per lato) per eventuali cinghie di trasporto. Le tacche di mira sono del tipo "peep-sight" simili a quelle presenti sui fucili AR-15 e sono realizzate in acciaio. Il selettore di fuoco è ambidestro e le funzioni variano in base alla versione: la A1 offre quattro posizioni "sicura", semi-automatico, raffica di tre colpi e completamente automatico, mentre la S1 presenta solo le posizioni di "sicura" e semi-automatico. La leva di armamento  si trova sulla destra ma può essere spostata a sinistra su preferenza dell'operatore, non è direttamente collegata con l'otturatore quindi non si muove assieme ad esso durante li fuoco. Il calcio è ribaltabile lateralmente a destra e regolabile in lunghezza su tre posizioni, il calcio piegato non ostacola il funzionamento dell'arma e può anche essere facilmente rimosso. La volata della canna è filettata e presenta un tromboncino spegnifiamma che può essere sostituito da eventuali freni di bocca o soppressori. L'arma presenta 4 slitte Picatinny per l'aggiunta di vari accessori quali impugnature, mirini, sistemi di illuminazione e puntatori laser.